# Leda Ridge
Leda Ridge är en bergstopp i Antarktis. Den ligger i Västantarktis. Argentina, Chile och Storbritannien gör anspråk på området. Toppen på Leda Ridge är 796 meter över havet, eller 84 meter över den omgivande terrängen. Bredden vid basen är 3,7 km.
Terrängen runt Leda Ridge är kuperad åt sydväst, men åt nordost är den bergig. Trakten är obefolkad. Det finns inga samhällen i närheten.